# Givova
Givova – włoska firma, specjalizująca się w produkcji sportowej odzieży oraz obuwia z siedzibą w Scafati, w prowincji Salerno.

## Historia
Przedsiębiorstwo Givova zostało założone 23 maja 2008 roku z inicjatywy przedsiębiorcy Giovanniego Acanfora, który w latach dziewięćdziesiątych był współzałożycielem Legea. Marka charakteryzuje się pomarańczowym kolorem nawiązującym do rewolucji na Ukrainie.
Od momentu powstania stał się sponsorem technicznym niektórych klubów, a wśród jego pierwszych odbiorców było Chievo Verona w Serie A i US Salernitana 1919 w Serie B w sezonie 2008/09. Innym znaczącym partnerstwem jest współpraca z Calcio Catania, rozpoczęta w 2010 roku, kiedy Rossoazzurri grali w najwyższej klasie, przerwane w 2015 i wznowione dwa lata później, w 2017 roku.
W 2019 roku Givova była jedynym ze sponsorów technicznych XXX Uniwersjady, która odbyła się w Neapolu.
Givova jest sponsorem klubów piłkarskich Chievo Verona i Pordenone Calcio, reprezentacji Wenezueli, reprezentacji Malty, Córdoba CF oraz innych klubów koszykówki, siatkówki i rugby.

## Gianto
Gianto S.r.l. to firma z siedzibą w Scafati, w prowincji Salerno, która zajmuje się komercyjną dystrybucją odzieży sportowej, materiałów technicznych do piłki nożnej, koszykówki, siatkówki, lekkoatletyki, biegania, pływania, sprzętu sportowego, w tym toreb, butów, piłek i akcesoriów, a artykuły rekreacyjne pod marką Givova zamawiały produkty na Dalekim Wschodzie. Dystrybucja produktów odbywa się we wszystkich krajach europejskich oraz w 43 innych krajach na świecie. Katalogi są dostępne na oficjalnej stronie internetowej w językach włoskim, angielskim, francuskim, hiszpańskim i niemieckim.